# Hippolyte Cogniard
Jean Hipplyte Cogniard, född 28 november 1807, död 6 februari 1882, var en fransk teaterförfattare och teaterledare.
Hippolyte Cogniard skrev tillsammans med sin bror, Théodore Cogniard en mängd vådeviller, folkkomedier och äventyrsstycken, som hade stor framgång, bland annat den i Stockholm uppförda Bockfoten (Le pied de mouton). Tillsammans med sin bror ledde han 1840-1847 Théâtre de la Porte-Saint-Martin  och 1854-69 ensam Théâtre des Variétés i Paris.